# Politique en Belgique

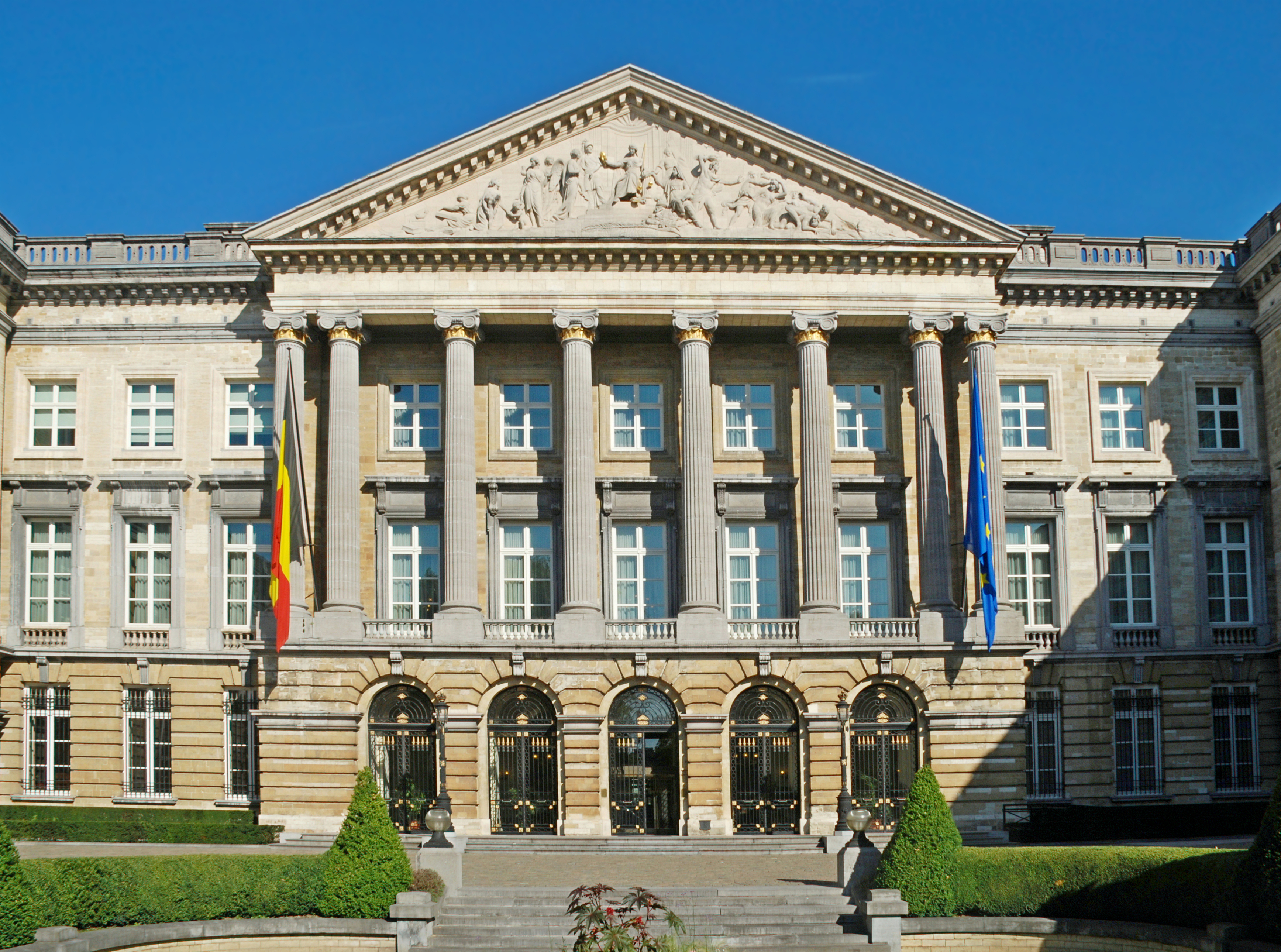
Le Palais de la Nation, symbole de la politique du Plat Pays et abritant le Parlement fédéral belge.

La politique en Belgique s'exerce dans le cadre d'une monarchie constitutionnelle héréditaire, organisé en Etat fédéral, basé sur le principe de la démocratie représentative. Le Roi des Belges est le chef de l'Etat et le premier ministre est le chef du gouvernement, dans un système multipartite. Le pouvoir exécutif est exercé conjointement par le gouvernement et le roi. Le pouvoir législatif fédéral appartient à la fois au gouvernement et aux deux chambres du parlement: le Sénat et la Chambre des représentants. L'Etat fédéral est composé de trois communautés linguistiques (communauté flamande, communauté française et communauté germanophone) et de trois régions (la Flandre, la Wallonie et Bruxelles-Capitale).

## État fédéral
La Belgique est un État fédéral composé de trois communautés linguistiques (communauté flamande, communauté française et communauté germanophone) et trois régions (la Flandre, la Wallonie et Bruxelles-Capitale). Chacune de ces entités ont des compétences propres, l'État fédéral est compétent dans de nombreux domaines, généralement régaliens, comme les affaires étrangères, la défense nationale, la justice, les finances, la sécurité sociale, ainsi qu'une partie importante de la santé publique et des affaires intérieures. Cependant, en raison du principe de l'équipollence des normes et celui des compétences exclusives, l'État fédéral n'est pas un organe de tutelle sur les entités fédérées, c'est ce qui rend le fédéralisme belge unique au monde ; néanmoins le niveau fédéral a la prééminence constitutive, car les entités fédérées et l'État fédéral sont organisées par la Constitution et des lois spéciales prises au niveau fédéral.
En Belgique, le pouvoir de l’État est réparti entre trois pouvoirs, à savoir le pouvoir exécutif, le pouvoir législatif et le pouvoir judiciaire. Chaque pouvoir contrôle et limite les autres pouvoirs. Ce principe de la séparation des pouvoirs n’est pas repris de manière explicite dans la Constitution et n’est pas absolu. 

### Pouvoir exécutif
Le pouvoir exécutif est assuré par le gouvernement fédéral, composé du Roi, du Premier ministre et des autres Ministres. Constitutionnellement, le Roi dispose d'un grand pouvoir, mais ce pouvoir est en réalité exercé par le Gouvernement  ; en effet, la Constitution déclare : « Aucun acte du Roi ne peut avoir d'effet, s'il n'est contresigné par un ministre, qui, par cela seul, s'en rend responsable. » Le Gouvernement intervient également dans l'exercice du pouvoir législatif en ce qu'il a un droit d'initiative, un droit d'amendement et un pouvoir de sanction.

#### Le Roi des Belges

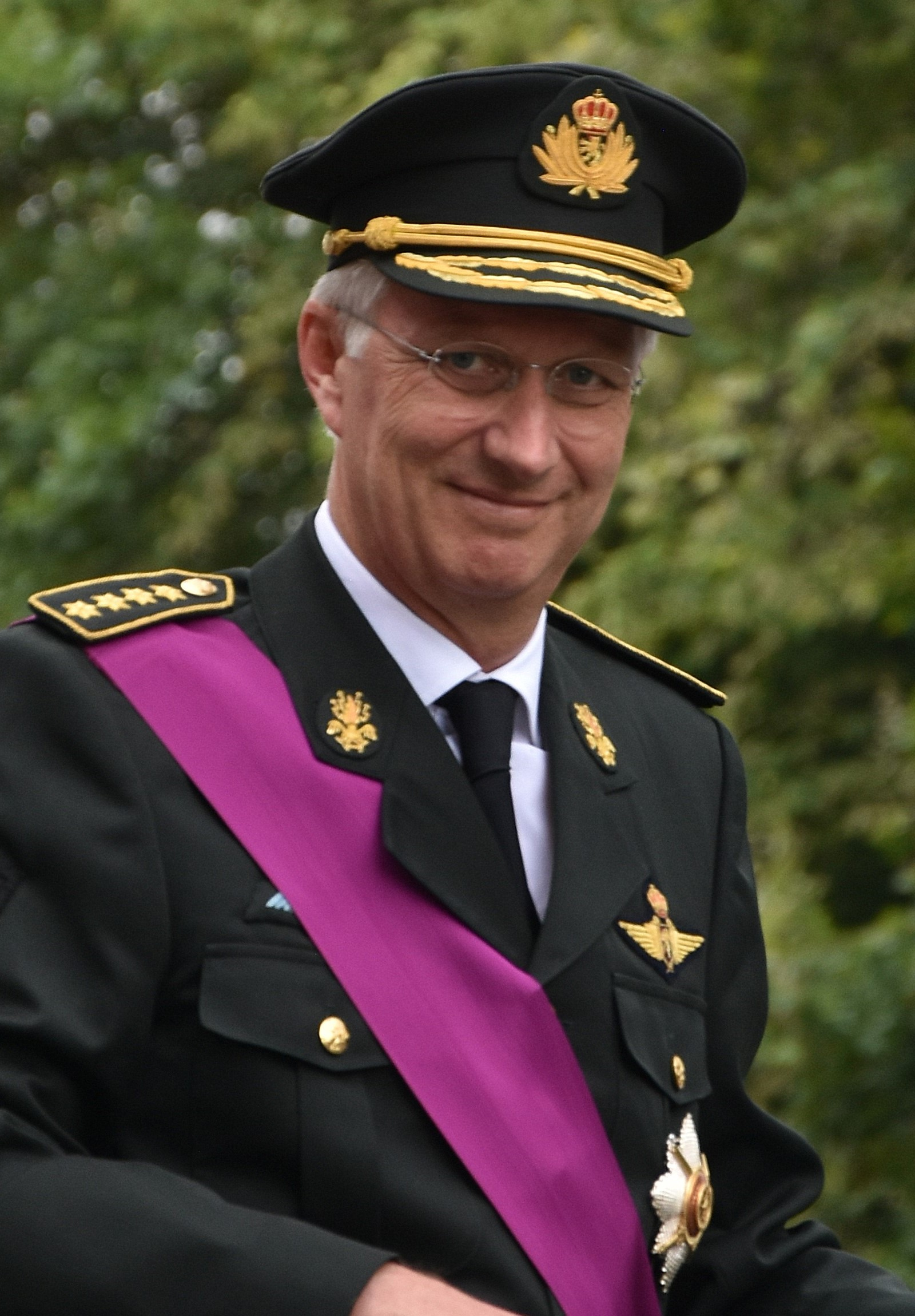
Philippe, 7e Roi des Belges

La règle essentielle dans une monarchie constitutionnelle, est que « Le Roi règne mais ne gouverne pas ». Le Roi des Belges a des compétences à la fois exécutives et législatives, ses pouvoirs sont strictement réglementés par la Constitution. Les pouvoirs constitutionnels du Roi sont héréditaires, par primogéniture absolue, dans la descendance directe, naturelle et légitime de Sa Majesté Léopold Ier, Roi des Belges ; sera par ailleurs déchu de ses droits à la couronne le descendant qui se serait marié sans le consentement du Roi. 
Comme tout chef d'Etat, la personne du Roi est inviolable, c'est-à-dire qu'il ne peut pas être mis en cause par la justice, et ce sont ses ministres qui sont responsables ; contrairement à une idée reçue, cette immunité n'est pas lié à son titre de Roi des Belges, mais en sa qualité de chef d'État. Afin que le Roi puisse mener à bien ses fonctions de chef d'Etat, la loi fixe une liste civile, à chaque début de règne et pour toute sa durée. Le Roi ne prend possession du trône qu’après avoir solennellement prêté, dans le sein des Chambres réunies, le serment suivant : « Je jure d’observer la Constitution et les lois du peuple belge, de maintenir l’indépendance nationale et l’intégrité du territoire ».
Dans ses prérogatives, le Roi nomme et révoque les ministres. Pour cela, la tradition héritée de Léopold Ier, Roi des Belges veut qu’il nomme un « formateur » chargé de composer un ministère. Ce choix n’est pas seulement le choix du futur Premier ministre mais aussi, à travers lui, le choix d’une coalition et d’une majorité au Parlement ; le gouvernement doit cependant obtenir un vote de confiance au Parlement. En ce qui concerne l'acte de nomination des ministres, on pratique le contreseing de courtoisie, c'est-à-dire que le nouveau ministre signe l’acte de révocation de son prédécesseur et le ministre partant signe l'acte de nomination de son successeur. Cependant, si un ministre venait à refuser sa révocation, son successeur pourrait très bien signer les deux actes.
Le roi est également le chef des armées, bien que depuis la fin de la Seconde Guerre mondiale il n'ait délégué cette compétence au ministre de la Défense. Avant cette date, le commandement de l’armée était un pouvoir personnel du roi alors que les rédacteurs de la Constitution voulaient que ce pouvoir soit également soumis au contreseing ministériel. C’est Léopold Ier qui a pris ce pouvoir lors de sa montée sur le trône en 1831, afin de conduire l’armée face aux invasions hollandaises. Le souverain étant le meilleur stratège belge à l’époque, personne n’y a fait d’objection. La confusion catastrophique entre les devoirs politiques et militaires de Léopold III en mai 1940 a poussé une commission à retirer le commandement de l’armée des pouvoirs personnels du roi en 1949.

##### Prérogatives
Comme mentionné dans la Constitution de la Belgique, le Roi n’a d’autres pouvoirs que ceux que lui attribuent formellement la Constitution et les lois particulières portées en vertu de la Constitution même :
- Le Roi confère les grades dans l’armée[10] ;
- Il nomme aux emplois d’administration générale et de relation extérieure[10] ;
- Il ne nomme à d’autres emplois qu’en vertu de la disposition expresse d’une loi[10] ;
- Le Roi fait les règlements et arrêtés nécessaires pour l’exécution des lois.
- Le Roi sanctionne et promulgue les lois[11] ;
- Le Roi a le droit de remettre ou de réduire les peines prononcées par les juges[12] ;
- Le Roi ne peut faire grâce au ministre ou au membre d’un Gouvernement[13] ;
- Le Roi a le droit de battre monnaie, en exécution de la loi[14] ;
- Le Roi a le droit de conférer des titres de noblesse, sans y attacher aucun privilège[15] ;
- Le Roi confère les ordres militaires, en observant, à cet égard, ce que la loi prescrit[16] ;
- Le Roi nomme et révoque ses ministres.
- Le Gouvernement fédéral remet sa démission au Roi si la Chambre des représentants, à la majorité absolue de ses membres, adopte une motion de méfiance proposant au Roi la nomination d’un successeur au Premier Ministre, ou propose au Roi la nomination d’un successeur au Premier Ministre dans les trois jours du rejet d’une motion de confiance. Le Roi nomme Premier Ministre le successeur proposé, qui entre en fonction au moment où le nouveau Gouvernement fédéral prête serment.
- Le Roi prononce la clôture de la session.
- Le Roi a le droit de convoquer extraordinairement les Chambres.
- Le Roi peut ajourner les Chambres.
- Le Roi nomme et révoque les secrétaires d’État fédéraux ;
- D’un commun accord avec le Roi, les Chambres constituantes peuvent adapter la numérotation des articles et des subdivisions des articles de la Constitution ainsi que les subdivisions de celle-ci en titres, chapitres et sections, modifier la termi- nologie des dispositions non soumises à révision pour les mettre en concordance avec la terminologie des nouvelles dispositions et assurer la concordance entre les textes français, néerlandais et allemand de la Constitution.
- Le Roi dirige les relations internationales, sans préjudice de la compétence des communautés et des régions de régler la coopération internationale,y compris la conclusion de traités, pour les matières qui relèvent de leurs compétences de par la Constitution ou en vertu de celle-ci.
- Le Roi commande les forces armées, et constate l’état de guerre ainsi que la fin des hostilités. Il en donne connaissance aux Chambres aussitôt que l’intérêt et la sûreté de l’État le permettent, en y joignant les communications convenables.
- Le Roi conclut les traités ;
- Le Roi nomme et révoque les officiers du ministère public près des cours et des tribunaux.
- Le premier président de la Cour de cassation, les premiers présidents des cours et les présidents des tribunaux sont désignés par le Roi à ces fonctions dans les conditions et selon le mode déterminés par la loi.

#### Le Gouvernement
Le gouvernement fédéral est composé de :
- Un Premier ministre
- Un maximum de 14 ministres, dont certains sont également Vice-Premiers Ministres
- Plusieurs secrétaires d'État

Il faut noter que les Secrétaires d'États ont en réalité les mêmes fonctions qu'un Ministre puisqu'ils sont à la tête d'un Service public fédéral (anciennement un ministère). Cependant, l'article 99 de la constitution belge limite explicitement le nombre de ministres à 14 (7 francophones et 7 néerlandophones) pour garantir une parité linguistique, le Premier Ministre devant être « asexué linguistiquement ». L'utilisation de la fonction de secrétaire d'État permet au gouvernement de contourner cette limitation constitutionnelle.
Le Premier ministre a pour but de défendre la cohérence de la politique de son gouvernement face à la Chambre du Conseil, c'est un intermédiaire entre le Roi et le gouvernement.
Chaque ministre et chaque secrétaire d'État est responsable de Services publics fédéraux (anciennement les ministères). Certains ministres sont aussi Vice-Premiers ministres, un par parti composant la coalition gouvernementale. Un Vice-Premier Ministre est le représentant du gouvernement auprès de son parti ; et inversement, il est le représentant de son parti auprès du gouvernement.

### Pouvoir législatif
Le pouvoir législatif est entre les mains du Parlement fédéral, qui se compose de la chambre haute, le  Sénat, et de la chambre basse, la Chambre des représentants.

#### La Chambre
La Chambre des représentants est composée de 150 membres élus par un suffrage direct à représentation proportionnelle.

#### Le Sénat

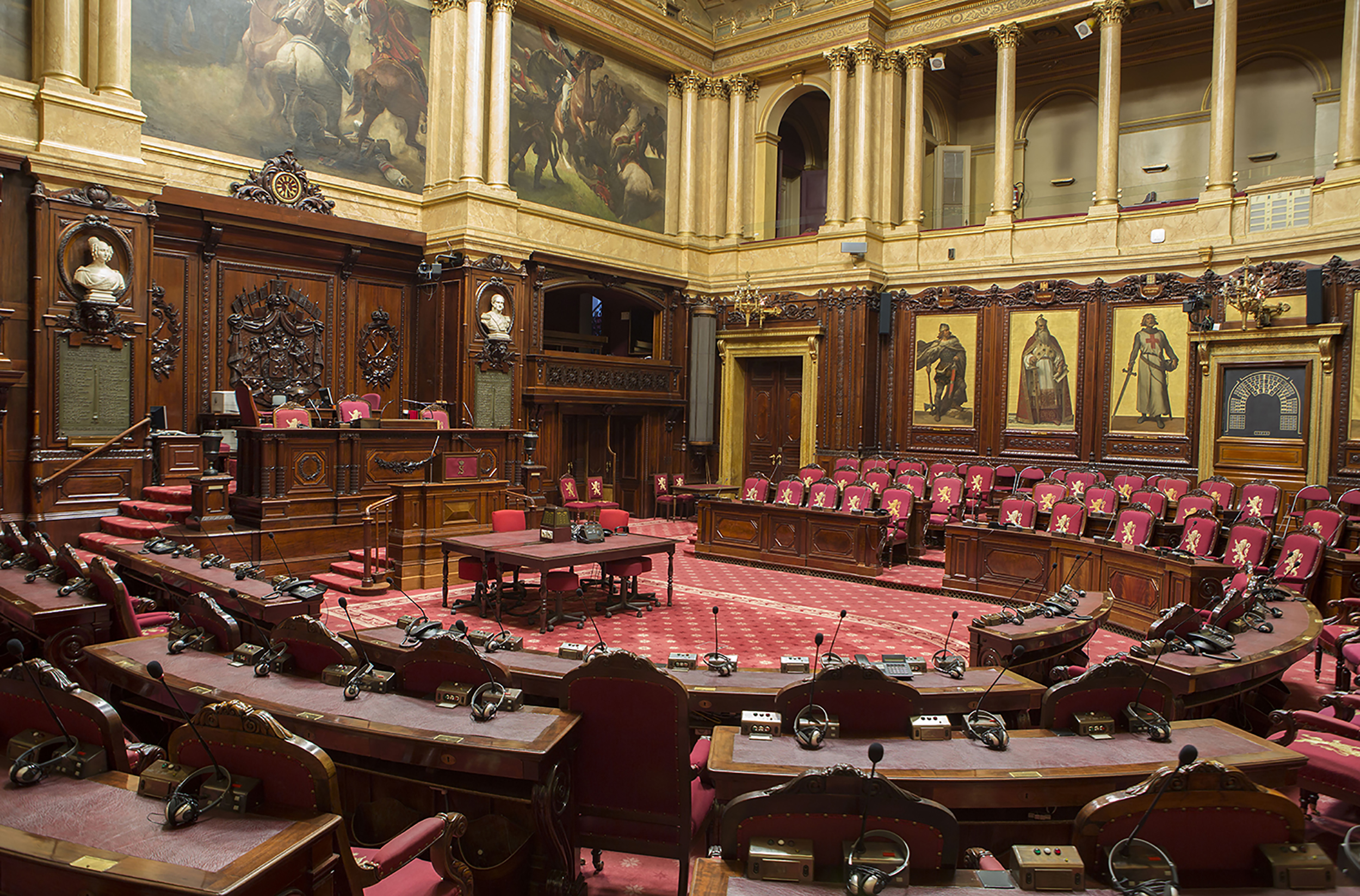
Le Sénat

À l'origine, l'existence d'une Chambre haute (Sénat) correspond à une conception du pouvoir dans laquelle une telle institution constitue un contrepoids conservateur à la Chambre des représentants. Pour être éligible, il fallait être âgé de 40 ans et payer 1 000 florins (c'est-à-dire 2 116 francs de l'époque) d'impôt, ce qui signifie que dans les années 1830, seules 400 personnes pouvaient être élues. Dans la pratique, pendant longtemps il ne se trouva personne dans la province du Luxembourg pour atteindre ce seuil très élevé. Lors de l'élaboration de la constitution, le Congrès national avait cependant prévu un nombre minimum d'éligibles (1 par 6 000 habitants pour chaque province), en recourant aux personnes les plus fortunées de la province. Les sénateurs étaient élus pour huit ans. Les élections avaient lieu tous les 4 ans et concernaient la moitié des sénateurs.

##### Composition
Depuis les élections du 25 mai 2014, le Sénat compte 60 membres : 50 sénateurs sont désignés par les parlements des Communautés et des Régions parmi leurs membres. Le groupe est constitué de 10 membres du Parlement de la Communauté française, 8 membres du Parlement de la Région wallonne, 29 membres du Parlement flamand, 2 membres du groupe linguistique francophone du Parlement de la Région de Bruxelles-Capitale et 1 membre du Parlement de la Communauté germanophone. Les 10 sénateurs restants sont cooptés sur la base des résultats électoraux.

##### Compétences
Le Sénat a principalement les tâches suivantes :
- Législation : Le Sénat est, sur le même pied que la Chambre, pleinement compétent en termes de réforme de la Constitution ainsi que pour la législation relative à l'organisation et au fonctionnement des institutions de l'État fédéral et des entités fédérées.
- Rapports d'information : Le Sénat peut aussi rédiger des rapports d’information, en particulier dans les matières où des incidences sont possibles entre les législations de différents niveaux de pouvoir (État, Régions, Communautés).
- Conflits d'intérêts : Toujours dans la logique fédérale, le Sénat intervient dans les éventuels conflits d'intérêts entre les différentes assemblées parlementaires du pays.
- Organisations parlementaires internationales : Grâce aux représentants qu'elles ont délégués au Sénat, les entités fédérées ont accès à des organisations parlementaires internationales.
- Subsidiarité : Comme les autres assemblées parlementaires, le Sénat veille à ce que l'Union européenne ne prenne aucune initiative sur un thème qui serait mieux traité à un autre niveau. Il s'agit du test de subsidiarité.
- Nominations au sein de hautes juridictions : Il participe à des nominations au sein de hautes juridictions (Cour constitutionnelle, Conseil d’État, Conseil supérieur de la Justice).

### Pouvoir judiciaire
En comparaison avec le système des check and balances aux États-Unis, l'organe législatif exerce un contrôle sur l'organe exécutif, et vice versa.
Le contrôle du législatif sur l'exécutif se fait grâce à :
- l'adoption du budget du gouvernement
- la motion de confiance à accorder au nouveau gouvernement
- la motion de méfiance que peut décider le parlement sur le gouvernement
- la poursuite en justice d'un membre du gouvernement exécutif
- un droit de veto sur les arrêts gouvernementaux.

Le contrôle de l'exécutif sur le législatif se fait grâce à :
- une possibilité de faire dissoudre la Chambre des Représentants avec l'aide du Roi (si une majorité de la chambre est d'accord)
- lorsqu'il y a un blocage au niveau législatif, c'est le rôle du Conseil des ministres de trancher.

Lors d'élections fédérales, le temps de former un nouveau gouvernement, il n'est pas rare de voir le gouvernement sortant passer en affaires courantes (autrement dit, avec des compétences limités) pour une période plus ou moins longue. Ces gouvernements en affaires courantes ont déjà eu à prendre des décisions majeures ou des rôles importants, l'exemple le plus frappant étant le second gouvernement Leterme durant la plus longue crise politique du pays.

## Entités fédérées

### Régions

Carte des régions de Belgique
Bruxelles-Capitale
Flandre
Wallonie

### Communautés

Carte des communautés de Belgique
Communauté Flamande
Communauté Wallonie-Bruxelles (anciennement "Communauté française")
Communauté Germanophone

En Belgique, les compétences de toutes les entités sont listées de façon restrictive.
L'État fédéral est compétent dans tous les domaines d'intérêt national, tels que la défense et les affaires internationales, toute la sécurité sociale, 95 % de la fiscalité, l'économie, les télécommunications, les transports et d'importantes compétences moitié-fédéralisées, comme dans le domaine de la recherche scientifique, et même dans l'enseignement (âge de l'obligation scolaire, diplômes, …).
Les gouvernements de chaque Communauté - française, flamande, germanophone - sont responsables de la culture et de l'éducation (écoles, bibliothèques, théâtres, audiovisuel…) ainsi que de l'aide aux personnes. Les gouvernements régionaux - flamand, wallon, et bruxellois - s'occupent des problèmes territoriaux et économiques (transports, plan d'aménagement du territoire…) pour la région qui les concerne. Communautés et Régions maîtrisent, en outre, les relations internationales relevant des matières de leur compétence, à l'exception de l'aide au tiers-monde dans ces domaines.
Le statut officiel de Bruxelles est bilingue. Bruxellois francophones et Bruxellois flamands y ont leurs propres institutions politiques et administratives: COCOF, (Commission communautaire française) pour les Francophones et VGC (Vlaamse Gemeenschapscommissie) pour les Flamands. Les matières bicommunautaires, c'est-à-dire les matières qui ne peuvent être liées à une communauté linguistique particulière dans la région sont gérées par la CCC-GGC (Commission Communautaire Commune-Gemeenschappelijke Gemeenschapscommissie).
- La Commission communautaire française (cocof) comporte 72 parlementaires pour l'organe législatif et 2 Ministres pour l'organe exécutif.
- La Vlaamse Gemeenschapscommissie (cocon ou vgc) comporte 17 parlementaires pour l'organe législatif et 2 Ministres pour l'organe exécutif.
- La Commission communautaire commune (cocom/ccc ou ggc) comporte 89 parlementaires (issus de la cocof ou la cocon) pour l'organe législatif, ainsi que 5 Ministres et 3 Secrétaires d'État pour l'organe exécutif.

Sauf le cas particulier de Bruxelles, toutes ces entités (les trois communautés, les trois régions et l'État fédéral) sont sur un pied d'égalité et exercent souverainement leurs compétences exclusives sous le régime de l'équipollence des normes, en ce compris la coopération internationale et la conclusion de traités.

### Communes
L'organe délibérant s'appelle le Conseil communal et est composé des conseillers communaux, des échevins et du bourgmestre. L'organe exécutif s'appelle le Collège des Bourgmestre et Échevins, en Région bruxelloise et en Flandre, ou le Collège communal, en Wallonie.
Les communes possèdent certaines compétences propres (notamment la gestion de la police en matière de sécurité et de salubrité), mais exercent aussi des compétences pour le compte des régions[réf. nécessaire].

## Démocratie représentative

### Légalité des normes
En cas de litige ou de contestation, toute personne morale (y compris les états fédérés donc) peut porter sa cause devant le Conseil d'État ou la Cour Constitutionnelle (ancienne Cour d'Arbitrage renommée le 7 mai 2007), organes communs à toutes les entités et compétent, chacun pour ce qui le concerne, pour trancher des litiges concernant la législation émanant de toutes les entités fédérées.

### Partis politiques
Principaux partis en Belgique (côté francophone/côté néerlandophone):
- Gauche : PTB-PVDA
- Centre-gauche : PS/Vooruit
- Écologisme : Ecolo/Groen
- Centre : cdH/CD&V et DéFI
- Centre-droit : MR/Open VLD
- Régionalisme : DéFI
- Nationalisme flamand : N-VA.
- Extrême droite : Vlaams Belang

Les liens entre des partis francophones, néerlandophones et germanophones demeurent mais l'équivalence n'est pas toujours évidente. Il y a quatre grandes familles politiques: socialiste (PS, Vooruit), sociale-chrétienne (cdH, CD&V), libérale (MR, Open VLD) et les partis non-traditionnels. Cette catégorie regroupe les  partis écologistes (Ecolo, Groen), les partis régionalistes (N-VA, DéFI), l'extrême droite nationaliste flamande (Vlaams Belang), etc..
La mainmise des partis traditionnels sur la vie politique belge, qui se répercute à divers niveaux de la vie politique et sociale (pilarisation), s'est illustrée à travers plusieurs pactes (culturel, enseignement…) que les trois grandes familles politiques traditionnelles - socialistes, libéraux et chrétiens - ont conclus au début de la seconde moitié du XXe siècle.
Ces pactes établissent des clés de répartition du pouvoir et des subsides entre courants politiques.
Le système politique belge est parfois perçu comme particratique, les chefs des trois grandes familles politiques traditionnelles gardant une grande influence sur la gestion du pays et de ses entités fédérées (Régions et Communautés). Cependant ces trois grandes familles politiques sont divisées. Il n'existe plus de gros parti national belge, ils sont tous soit flamands, soit francophones, et n'ont plus de structures communes, mais seulement des affinités idéologiques. Selon qu'ils soient flamands ou francophones les gros partis s'adressent à la Région flamande et Bruxelles ou à la Région wallonne et Bruxelles. Le FDF faisait exception, s'adressant originellement aux seuls Bruxellois et aux francophones dans les communes flamandes autour de la Région de Bruxelles-Capitale (communes à facilités linguistiques notamment).
Selon la RTBF, le PTB est dans les régions francophones le parti dont les militants et sympathisants sont « les plus généreux » : avec 10 000 adhérents, il a récolté en 2016 un million d'euros de cotisations et de dons, contre 600 000 euros pour le PS et ses 90 000 adhérents et 400 000 pour le MR et ses 35 000 adhérents.

### Le droit de vote
De manière générale, pour être électeur, il faut:
- avoir la nationalité belge ou habiter en Belgique ;
- avoir minimum 18 ans ;
- être inscrit aux registres de la population ;
- ne pas être déchu de ses droits.

Les étrangers communautaires aussi bien que les extra-communautaires disposent du droit de vote au niveau communal.
À l'issue des élections, pour répartir les différents sièges entre les partis politiques, on ne tient compte dans les calculs que des votes valables. Les votes blancs et nuls sont écartés.
Le vote est obligatoire (comme en Grèce, au Grand-Duché de Luxembourg et en Australie) sous peine d'amende.
À partir des élections européennes de 2024, les électeurs pourront voter à partir de 16 ans. Ils devront pour cela s'inscrire au registre communal des électeurs. S'ils s'inscrivent, ils seront soumis à l'obligation de vote. 

## Fondements de l'État
La Belgique est une monarchie constitutionnelle et parlementaire qui fonctionne de jure sur le principe de la démocratie représentative. Le Parlement est élu par scrutin proportionnel plurinominal. Le vote est obligatoire et secret. Seuls les habitants ayant la nationalité belge doivent voter pour les assemblées belges.
Ce système politique, dans lequel le gouvernement est responsable devant un parlement élu à la proportionnelle, a généralement pour conséquence que l'exécutif doit être formé par une coalition de partis qui dispose de la majorité au Parlement. L'influence des partis, et singulièrement des présidents de partis, est donc très grande (particratie). La politisation, mais aussi le pouvoir d'initiative du gouvernement et la grande cohésion des groupes parlementaires, font que la majorité parlementaire suit la plupart du temps les décisions de l'exécutif.

## Origines du fédéralisme belge
À l'origine (1831), la Belgique était un État unitaire dont la seule langue officielle était le français, mais dont la majorité de la population parlait des dialectes germaniques (flamand occidental, flamand oriental, brabançon, limbourgeois dans la partie nord du pays), et romans (wallon, picard, gaumais, champenois dans la partie sud). À la suite de la généralisation de l'enseignement en néerlandais et en français, et au rattachement des Cantons de l'Est germanophones en 1919, la Belgique est devenue un État officiellement trilingue néerlandais, français et allemand. Le manque de séparation géographique claire entre les trois communautés linguistiques (principalement au niveau de Bruxelles) a conduit, via six réformes successives de la Constitution (1970, 1980, 1988-89, 1993, 2001, 2011), à un fédéralisme complexe dont il est question dans cet article.

## Entités fédérées
L'article premier de la Constitution déclare : « La Belgique est un État fédéral qui se compose des communautés et des régions. » Ainsi, le pays est divisé d'une part en trois Communautés, liées à la langue et à la culture, et d'autre part en trois Régions, qui ont chacune une plus grande autonomie économique. Les Régions et Communautés ont dès lors des compétences bien définies, elles disposent chacune d'un parlement et d'un gouvernement propres.
- Régions
  - Région flamande, dont l'organe législatif compte 118 membres et l'organe exécutif compte 10 ministres maximum + un Ministre-Président.
  - Région de Bruxelles-Capitale, dont l'organe législatif est composé de 89 membres (17 de la commission communautaire flamande et 72 de la commission communautaire française). Le pouvoir exécutif est quant à lui composé d'un Ministre-Président (néerlandophone ou francophone), 2 Ministres francophones, 2 Ministres flamands, plus un Ministre au choix (soit flamand, soit francophone). Il compte aussi 2 Secrétaires d'État francophones, 2 Secrétaires d'État flamands, plus un Secrétaire d'État au choix (soit flamand, soit francophone).
  - Région wallonne, dont l'organe législatif compte 75 membres et l'organe exécutif compte 8 Ministres maximum + un Ministre-Président
- Communautés
  - Communauté flamande de Belgique, dont l'organe législatif compte 124 membres (118 flamands et 6 bruxellois) et l'organe exécutif compte 10 Ministres, dont un bruxellois.
  - Communauté française de Belgique (Fédération Wallonie-Bruxelles), dont l'organe législatif compte 94 membres (75 wallons et 19 bruxellois) et l'organe exécutif compte 8 Ministres, dont 1 bruxellois.
  - Communauté germanophone de Belgique, dont l'organe législatif compte 24 membres et l'organe exécutif compte 4 Ministres.

En 1980, les Flamands ont immédiatement décidé que les compétences de la Région flamande soient exercées par la Communauté flamande comme le rendait possible la Constitution (art. 137). Ainsi, la Région flamande n'a pas d'institution et n'exerce que sur le papier.
Géographiquement, les frontières des Communautés et des Régions ne coïncident pas.
Le fédéralisme belge trouve l’essentiel de son originalité dans l’existence de cette double division : À côté des trois régions, la Belgique comprend trois Communautés qui se superposent à ces trois régions.
La Communauté germanophone, pour importante qu'elle soit, n'appelle que peu de commentaires : son territoire est formé par la « région de langue allemande » qui est constituée par la partie de la Région wallonne où se trouve concentrée la minorité germanophone.
La caractéristique majeure des deux autres communautés, les Communautés française et flamande, c'est d'avoir chacune à la fois
- une base territoriale propre, respectivement
  - la région de langue française (c'est-à-dire la Région wallonne moins la partie où la Communauté germanophone est compétente) et
  - la région de langue néerlandaise (qui correspond à la Région flamande), et, en plus,
- une extension territoriale commune : à savoir la Région de Bruxelles-Capitale qui coïncide avec la « région bilingue de Bruxelles-Capitale ».

La sphère de compétence territoriale des Communautés française et flamande est donc originale car, si leurs décrets s’appliquent aux institutions et aux personnes respectivement en région de langue néerlandaise et en région de langue française, ils s’appliquent aussi dans la région bilingue de Bruxelles-Capitale, mais uniquement aux institutions concernées et aux personnes qui y ont recours.
Les deux principales Communautés du pays agissent donc concomitamment dans cette région, mais de manière indépendante l’une vis-à-vis de l’autre. En pratique, les Bruxellois se voient appliquer les décrets de l’une ou de l’autre Communauté, en fonction de l’appartenance communautaire de l’institution à laquelle ils ont recours.
L’appartenance communautaire des Bruxellois n’est donc ni directe, ni exclusive, ni définitive. La juxtaposition du champ de compétence des deux grandes Communautés sur le territoire bruxellois est une des manifestations du fédéralisme personnel dans la structure institutionnelle belge.

## Provinces et Communes en Belgique
Les provinces et les communes sont sous la tutelle des régions, qui déterminent leur fonctionnement et leurs compétences.

### Les Provinces (au nombre de 10)
L'organe législatif se nomme le conseil provincial.
L'organe exécutif se nomme la députation permanente en Flandre et le collège provincial en Wallonie.
Les provinces possèdent des compétences propres et gèrent celles qui n'ont pas été traitées par les régions.
Il n'y a pas de province pour la région de Bruxelles-Capitale. Il y a cependant un Gouverneur et un Vice-Gouverneur qui rendent des comptes pour les autorités supérieures.